# Jean-Marie Auberson
Pour les articles homonymes, voir Auberson.
Jean-Marie Auberson, né le 2 mai 1920 à Chavornay, dans le canton de Vaud, en Suisse et mort le 4 juillet 2004 à Draguignan (France), est un chef d'orchestre et violoniste suisse, élève d'Ernest Ansermet et de Carl Schuricht. 

## Biographie
Jean-Marie Auberson naît le 2 mai 1920 à Chabornay (canton de Vaud),,.
Il étudie dans un premier temps le violon avec Victor Desarzens et l'alto avec Alfred Pochon au conservatoire de Lausanne, avant d'entrer à l'Orchestre de chambre de Lausanne, où il est violoniste de 1943 et 1946, puis à l'Orchestre de la Suisse romande au pupitre d'alto entre 1946 et 1949,. 
À l'académie Chigiana de Sienne, il suit des cours de musique de chambre et de direction d'orchestre, et se perfectionne également en direction auprès de Günter Wand à Cologne en 1950 et 1951, avant de travailler entre 1956 et 1960 avec deux chefs d'orchestre prestigieux : Ernest Ansermet, grande figure de la vie musicale suisse, et Carl Schuricht, chef d'orchestre allemand et ami d'Ernest Ansermet,. 
Comme chef d'orchestre, Auberson commence sa carrière en dirigeant l'Orchestre de Radio Beromünster de Zurich (de 1956 à 1960) et celui de la ville de Saint-Gall,. 
À partir de 1961, il se produit aussi à la tête de l'Orchestre de la Suisse romande, de l'Orchestre de la Tonhalle de Zurich, de l'Orchestre de chambre de Lausanne (où il est chef assistant entre 1963 et 1965) ainsi que ceux de Berne et de Bâle,. 
Entre 1968 et 1973, il dirige les soirées de ballet et le répertoire français à l'Opéra de Hambourg, et par la suite tient la baguette de l'Orchestre radio-symphonique de Bâle et de l'Orchestre de la ville de Saint-Gall,. 
Entre 1984 et 1986, Jean-Marie Auberson dirige l'Orchestre Sinfonietta de Bâle. 
Il est le créateur d'œuvres d'Antonio Bibalo (en) (Pinocchio, ballet), Jean Daetwyler (Oceano-Nox, 1967), Henri Sauguet (Pâris, ballet, 1964), Armin Schibler (La Folie de Tristan, 1980) et Julien-François Zbinden (Fait divers, opéra, 1964 ; Symphonie no 3, également dédicataire, 1989), notamment,. 
Jean-Marie Auberson meurt le 4 juillet 2004 à Draguignan (Var),,. 
Il est le père de la soprano Audrey Michael, du musicien et chanteur Pascal Auberson et du musicien et compositeur Antoine Auberson,. 

## Discographie
- Chopin : Concerto no 2 pour piano et orchestre en fa mineur, op. 21 ; Andante spianato et Grande Polonaise brillante pour piano et orchestre, op. 22 ; Krakowiak, grand rondo de concert en fa majeur, op. 14 - Orchestre de l'Opéra de Vienne, dir. Hans Swarowsky et Jean-Marie Auberson, piano Manahem Pressler ; Orchestre de la Résidence de La Haye, dir. Willem van Otterloo, piano Nikita Magaloff (CLA-CD 119 ; Les Génies du Classique).